# Arata
Arata é um município da província de La Pampa, na Argentina.